# Бандура у Львові
Бандура у Львові

## До приїзду Гната Хоткевича
З літописів відомо, що бандуристи були популярні в домах вельмож Польщі. Існують записи про придворних бандуристів навіть у Польського короля, де зазначено, що вони були за походженням русинами. Проте у XVIII столітті популярність придворних бандуристів у Галичині та в Польщі помітно впала. В народі традиції народних сліпих кобзарів у Галичині не збереглися.
До приїзду Гната Хоткевича до Львова в 1906 р. не відомо, що були в Галичині бандуристи. Сліди про діяльність традиційних мандруючих сліпих кобзарів на цій землі також важко знайти, хоч лірницька традиція існувала. Зацікавлення в діяльність кобзарів пробуджувалося під впливу численних статей, які друкувалися в українських часописах. Інтерес ріс особливо після ХІІ Археологічного з'їзду, який відбувся в Харкові в 1902 р.
Коли в Надніпрянській Україні після славнозвісного з'їзду молода українська інтелігенція взялася за вивчення гру на бандурі, то незабаром перші бандуристи почали з'являтися ві Львові.

## Приїзд Гната Хоткевича
За участь в революційних подіях 1905 р. Гнат Хоткевич змушений був емігрувати з Надніпрянської України в Галичину, яку об'їхав, давши понад 83 концерти. Граючи на бандурі, звернув увагу українського населення Галичини до інструменту. В 1909 р. Хоткевич видав перший в історії підручник для гри на бандурі у видавництві НТШ у Львові.
Тоді ж Філарет Колесса взявся за транскрипцію дум та кобзарську творчість кобзарів Харківщини та Полтавщини і видав власні праці «Мелодії українських народних дум» у 1910 та 1913 рр.

## До Другої світової війни

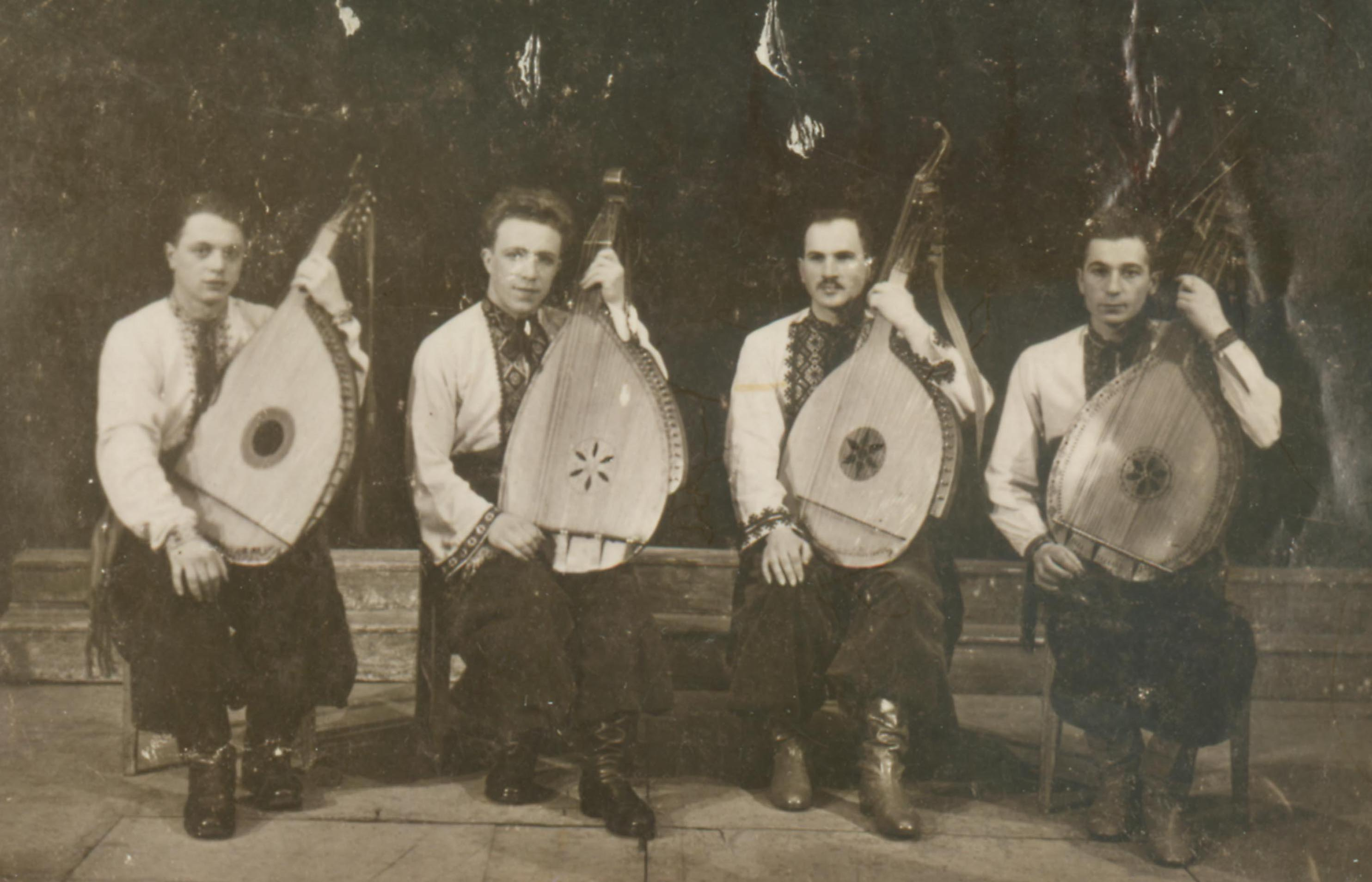
Квартет бандуристів у Львові 1942 р. — Масляник, Смирний, Ганушевський та Ластович.

У 1920-их з'явилися групи людей, які зацікавилися грою на бандурі. З концертами виступали бандуристи Василь Ємець, Кость Місевич, Д. Ґонта, Д. Щербина, М. Теліга в Львові. До Львова приїхали випускники Українського Педагогічного Інституту з Праги, які там вивчали гру на бандурі у кобзарській школі Василя Ємця. Між ними були бандуристи Марія Гасюк та Ігор Лисевич. Також були активні Володимир Шуль та Ізидор Богачик.
Створилася група бандуристів у 1930-их довкола активіста кобзарської справи Юрія Сінґалевича. Ця група грала на діатонічних бандурах, які були зроблені за конструкцією Костя Місевича. До цієї групи належали бандуристи Юрій Свістель, Андрій Мота, Володимир Хомин, Зенон Семків та Володимир Юркевич.
У 1939 р. з приходом Радянських військ Західною Україною гастролювала Київська капела бандуристів. Їхні концерти залишили за собою великий слід, особливо у Львові.

## Під час Другої світової війни

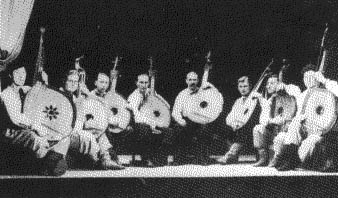
З'їзд бандуристів у Львові в 1943 р.

Перед приходом німецьких військ із групи бандуристів Юрія Сінґалевича були заарештовані кілька бандуристів, між ними Андрій Мота, Григорій Смирний та Зенон Семків. Перед відходом радянських військ зі Львова — розстріляні.
Під час Другої світової війни до львівської групи бандуристів долучилися Зіновій Штокалко, Федір Якимець, Степан Ганушевський, Семен Ластович та інші.
12 березня 1943 р. ві Львові відбувся з'їзд бандуристів, де виступали Ярослав Бабуняк, Степан Ганушевський, В. Терещук, В. Юркевич, Степан Малюца, Юрій Сінґалевич, Григорій Смирний, Володимир Масляник, І. Кухаришин, Семен Ластович та А. Карп'юк.

## Після Другої світової війни
Після Другої світової війни відкрили клас бандури у Львівському училищі, де викладав Микола Грисенко. В той час продовжував працювати (аж до 1947) і Юрій Сінґалевич.
У 1949 році перші експериментальні бандури за конструкцією Олекси Гасюка почала виготовляти Львівська музична фабрика.
Значний вклад у розвиток кобзарського мистецтва зробив професор Василь Герасименко, який очолив клас бандури у Львівській консерваторії (від 1960). Крім викладацької роботи він створив понад 30 моделей концертних бандур, які згодом почала серійно виготовляти Львівська фабрика музичних інструментів. Василь Герасименко винайшов штучні капронові нігті, які й донині використовують професійні бандуристи.
Львівська консерваторія дала цілу плеяду талановитих виконавців-бандуристів, між якими  Оксана та Оля Герасименки, сестри Даниїла, Марія та Ніни Байко, Остап Стахів, Орест Баран, Галина Менкуш, Галина Гальчак, Віолета Дутчак, Людмила Посікіра, Марія Сорока, Тарас Лазуркевич, Олег Созанський, Ірина Содомора, «Тріо бандуристок Львів'янки» та інші.
У Львові існують декілька капел бандуристів,зокрема Капела сліпих бандуристів при УТОСі, яка заснована в 1960 р. Дмитром Котком.

## Бандура у Львові нині
Львів далі продовжує бути значним центром діяльності бандуристів. В часи нестабільного економічного розвитку України Львівська фабрика музичних інструментів не припинила виробництво бандур і всі бандури, які ішли на експорт, доставляла саме Львівська фабрика.
У Львові бандуристи активно відновлюють виконавську школу харківського способу гру на бандурі, особливо плекається традиції виконавської школи та підходу, яку започаткував Зіновій Штокалко.
Львів став джерелом сучасних композицій та видань нот для бандури. В цій галузі торує бандуристка Оксана Герасименко.